# Wadesboro
Wadesboro és una població dels Estats Units i seu del comtat d'Anson a l'estat de Carolina del Nord. Segons el cens del 2000 tenia 3.552 habitants.

## Demografia
Segons el cens del 2000, Wadesboro tenia 3.552 habitants, 1.393 habitatges i 930 famílies. La densitat de població era de 461,8 habitants per km².
Dels 1.393 habitatges en un 30,4% hi vivien nens de menys de 18 anys, en un 35,7% hi vivien parelles casades, en un 27,1% dones solteres, i en un 33,2% no eren unitats familiars. En el 30,7% dels habitatges hi vivien persones soles el 13,5% de les quals corresponia a persones de 65 anys o més que vivien soles. El nombre mitjà de persones vivint en cada habitatge era de 2,42 i el nombre mitjà de persones que vivien en cada família era de 3,02.
Per edats la població es repartia de la següent manera: un 27,1% tenia menys de 18 anys, un 8,2% entre 18 i 24, un 25,2% entre 25 i 44, un 20,6% de 45 a 60 i un 18,9% 65 anys o més.
L'edat mediana era de 37 anys. Per cada 100 dones de 18 o més anys hi havia 70,2 homes.
La renda mediana per habitatge era de 23.302 $ i la renda mediana per família de 29.514 $. Els homes tenien una renda mediana de 25.043 $ mentre que les dones 20.774 $. La renda per capita de la població era de 14.500 $. Entorn del 23% de les famílies i el 25,2% de la població estaven per davall del llindar de pobresa.

## Poblacions més properes
El següent diagrama mostra les poblacions més properes.